# Гомес Інна Олександрівна
Інна Олександрівна Гомес, до шлюбу Чуркіна (нар. 2 січня 1970) — російська кіноакторка та модель. Входить до двадцятки найвідоміших російських моделей. Найкраща російська модель листопада 2001 за підсумками голосування агентства Model Cast.

## Біографія

### Дитинство
Народилася 2 січня 1970 року в селі Бараково Рибновського району Рязанської області РРФСР. 
Мати-вчителька була дванадцятою дитиною в родині з-під Рязані, батько — шостою дитиною, уродженцем Твері. Вже в дитинстві виявляла сильний характер, захоплювалась туризмом та спортом, з відзнакою закінчила середню школу.
У підлітковому віці знялася в короткометражному фільмі «Небезпечні дрібниці» (1983), де її помітили та наступного року запросили на епізодичну роль школярки в популярному радянському багатосерійному фільмі «Гостя з майбутнього» (1984).

### Конкурс краси
У 1988 році брала участь у конкурсі краси «Московська красуня». Для СРСР цей конкурс краси був першим в історії, його учасниці набиралися за оголошенням. Відбір пройшли 36 дівчат із понад 2 500, що прийшли на кастинг. Була серед шести фіналісток конкурсу, переможницею якого стала 17-річна москвичка Марія Калініна. Після конкурсу краси Інна закінчила курси секретаря-референта і влаштувалася на роботу викладачкою машинопису.

### Кар'єра
У 21 рік одружилася з іспанським підприємцем Аугустіно Гомесом, через п'ять років, у 1996-му, розлучилася. Після розлучення вирішила освоїти професію косметолога, але для навчання були потрібні гроші, тому Гомес знімалася в рекламних роликах (бренди Tom Klaim, Danone, Dove), а згодом була запрошена на роботу моделі в агентство Red Stars. Брала участь у численних фотосесіях, знялася в рекламних роликах Pepsi, Pantene Pro-V та інших. Без відриву від модельного бізнесу вивчилася на перукаря і косметолога. Вчилася операторської майстерності в Юрія Гримова, освоїла курс фотографії.
Обличчя Інни Гомес на початку 2000-х років стало відомим завдяки фотографіям у популярних журналах, тому наприкінці 2001 року її запросили взяти участь у першому сезоні телепроєкту «Останній герой». Після участі в телепроєкті Гомес вступила до Російської академії мистецтв у Москві на факультет психології (психологія реклами).
2002 року народила дочку Машу у шлюбі з бізнесменом-інгушем на ім'я Ахмед, з яким невдовзі розлучилася. Відтоді, до 2009 року, не брала участі в телепроєктах, поки її не запросили на роль у фільмі «V Центурія. У пошуках скарбів зачарованих», де вона втідила Галину Ткаченко, голову вигаданої партії «Красива Україна» та власницю діадеми Нефертіті.
У 2007 році чоловічий журнал «Максім» присвоїв 37-річній Інні Гомес 85 місце в рейтингу «100 найсексуальніших жінок Росії». Відомо, що Гомес знову одружилася і народила дитину від чоловіка, великого підприємця, але подробиці свого особистого життя зберігає в суворій таємниці.

## Телебачення
Інна Гомес брала участь у реаліті-шоу «Останній герой», знімалася в телесеріалах, вела телепрограми «Зателефонуйте Кузі» на РТР в 1997 році і «Все для тебе» на РЕН ТВ в 2002 році. 
Також знялася у двох кліпах виконавця шансону Сергія Сєвєра (Русскіх) — «Осінь-мулатка» і «Пам'ятаймо» (рос. Будем помнить).

## Фільмографія
| Рік  |   | Українська назва                          | Оригінальна назва                           | Роль                                                    |
| ---- | - | ----------------------------------------- | ------------------------------------------- | ------------------------------------------------------- |
| 1983 | ф | Небезпечні дрібниці                       |                                             | (У титрах Інна Чуркіна) - школярка                      |
| 1984 | ф | Гостя з майбутнього                       |                                             | школярка з майбутнього, що відправляє супутник у космос |
| 2000 | ф |                                           | Хорошие и плохие                            |                                                         |
| 2000 | с | Маросейка 12                              |                                             |                                                         |
| 2000 | ф | День народження Буржуя                    |                                             |                                                         |
| 2000 | ф |                                           | Любовь до гроба                             | Маша, дружина психіатра                                 |
| 2001 | ф | Чорна кімната                             |                                             | Інна                                                    |
| 2001 | ф | Склянний дім або ключі від смерті         | Стеклянный дом или ключи от смерти          |                                                         |
| 2002 | ф | Літній дощ                                |                                             | «Зяблик», двоюрідна сестра Саші                         |
| 2002 | ф | Головні ролі                              | Главные роли                                | Кет                                                     |
| 2002 | с | Каменська: За все потрібно платити        |                                             | Карина                                                  |
| 2004 | с | Торгаші                                   | Торгаши                                     | Алла                                                    |
| 2005 | с |                                           | Воскресенье в женской бане                  |                                                         |
| 2005 | ф | Ліга обдурених дружин                     |                                             | Інга                                                    |
| 2007 | ф |                                           | Прилетит вдруг волшебник                    |                                                         |
| 2007 | ф | Сніговий янгол                            | Снежный ангел                               | Жанна, мати Василини                                    |
| 2007 | ф | Новорічні подарунки                       | Новогодние подарки                          |                                                         |
| 2007 | ф | Заговор                                   |                                             | епізод                                                  |
| 2008 | ф |                                           | Воротилы. Быть вместе                       | Юлія, секретарка Бородіна                               |
| 2008 | ф | Пригоди Альонушки і Єрьоми                | Приключения Алёнушки и Ерёмы                | Озвучування Альонушки                                   |
| 2008 | ф | Козаки-разбійники                         |                                             | Поліна, мати Сашка                                      |
| 2009 | ф | Нові пригоди Альонушки і Єрьоми           |                                             | Озвучування Альонушки                                   |
| 2010 | ф | V Центурія. У пошуках скарбів зачарованих | V Центурия. В поисках зачарованных сокровищ | Галина Ткаченко                                         |